# Riley McGree
Riley Patrick McGree (ur. 2 listopada 1998 w Gawler) – australijski piłkarz występujący na pozycji pomocnika w angielskim klubie Middlesbrough oraz w reprezentacji Australii. Wychowanek Adelaide United, w trakcie swojej kariery grał także w takich zespołach, jak Club Brugge, Newcastle Jets, Melbourne City, Charlotte oraz Birmingham City.